# Joaquín Berao
Joaquín Berao (Madrid, 1945) és un dissenyador de joies espanyol.
Inicia els seus contactes amb la joieria al taller familiar on treballa durant cinc anys. El 1970 presenta la seva primera col·lecció de joies en una fira d'artesania i és adquirida pels magatzems Bloomingdales de Nova York. A partir d'aquest moment dissenya noves col·leccions que presenta i exposa a fires i galeries tant d'Espanya com de l'estranger. El 1982 obre a Madrid la seva primera botiga i crea l'empresa Joaquín Berao S.A. que es dedica a la comercialització dels seus dissenys. El 1984 obre botiga a Barcelona i el 1988 a Milà. Més endavant ho farà a altres parsos europeus i al Japó.

## Premis i reconeixements
Ha rebut nombrosos premis nacionals i internacionals. Berao ha fet algunes incursions en el camp del disseny d'objectes on cal destacar els cendrers Alboran (1988) o el llum Ketupa (1988) que va realitzar en col·laboració amb el dissenyador industrial Josep Lluscà.